# Лорі зелений
Лорі зелений (Chalcopsitta scintillata) — вид папугоподібних птахів родини Psittaculidae. Поширений у Новій Гвінеї.

## Поширення
Ареал виду знаходиться на півдні Нової Гвінеї. Він простягається від затоки Тритон до затоки Сендеравасіх на заході та до Порт-Морсбі на сході. Птахи також населяють острови Ару. Населяє савани, межі лісів, вкриті рослинністю вершини, кокосові плантації, мангрові ліси та відкриті лісові території на висоті до 800 м.